# Ренеїлве Летшолоньяне
Ренеїлве Летшолоньяне (англ. Reneilwe Letsholonyane, нар. 9 червня 1982, Совето, ПАР) — південноафриканський футболіст, півзахисник «Кайзер Чифс» та збірної ПАР.

## Клубна кар'єра
Ренеїлве Летшолоньяне виступав за місцеві команди своєї провінції, а згодом його запросили до відомого клубу «Ріа Старс». У 2004 році він перейшов до вищої за класои та відомої команди «Джомо Космос», в якому він себе дуже вдало зарекомендував і став основним гравцем, тому в 2006 році він був затребуваний одним із грандів футболу Південної Африки «Кайзер Чифс».
Учасник фінальної частини 19-го Чемпіонату світу з футболу 2010 в Південно-Африканській Республіці.